# Ophistreptus penetrans
Ophistreptus penetrans är en mångfotingart som beskrevs av Carl Graf Attems 1914. Ophistreptus penetrans ingår i släktet Ophistreptus och familjen Spirostreptidae. Inga underarter finns listade i Catalogue of Life.